# 拓殖大学北海道短期大学
拓殖大学北海道短期大学（日语：／ Takushoku Daigaku Hokkaidō Tanki Daigaku *），简称拓北短，是一所位于日本北海道深川市的私立短期大学。

## 概要

### 简介
- 学校最早可以追溯到1948年[1][2]。短期大学为于1966年开办[2]、由学校法人拓殖大学经营[3]。从开办起为男女同校[4]。

### 历史
- 1966年 北海道拓殖短期大学成立并同时设置一个学科即农业经济科[2]。
- 1980年 保育科成立[2]。
- 1990年 改校名为拓殖大学北海道短期大学[2]。
- 2000年 农业经济科分离为两个学科、以下列举[2]。
  - 经营经济科[注 1]
  - 环境农学科[注 1]

### 宪章
- 请参看拓殖大学北海道短期大学的标志 （页面存档备份，存于） （日語） 2014年6月2日阅览。

## 学校环境
- 校区：在北海道深川市

## 历任校长
- 田边胜正：第一代短期大学校长[5]。
- 筱冢彻：现在短期大学校长[6]

## 组织

### 学科
- 保育科
- 农学商务学科

### 前学科
- 经营经济科[注 1]
- 环境农学科[注 1]

### 专科
- 没有

### 业余课程
- 没有

### 附属机关
- 图书馆[7]

## 知名校友
- 入泽大圣：演员